# Picea crassifolia

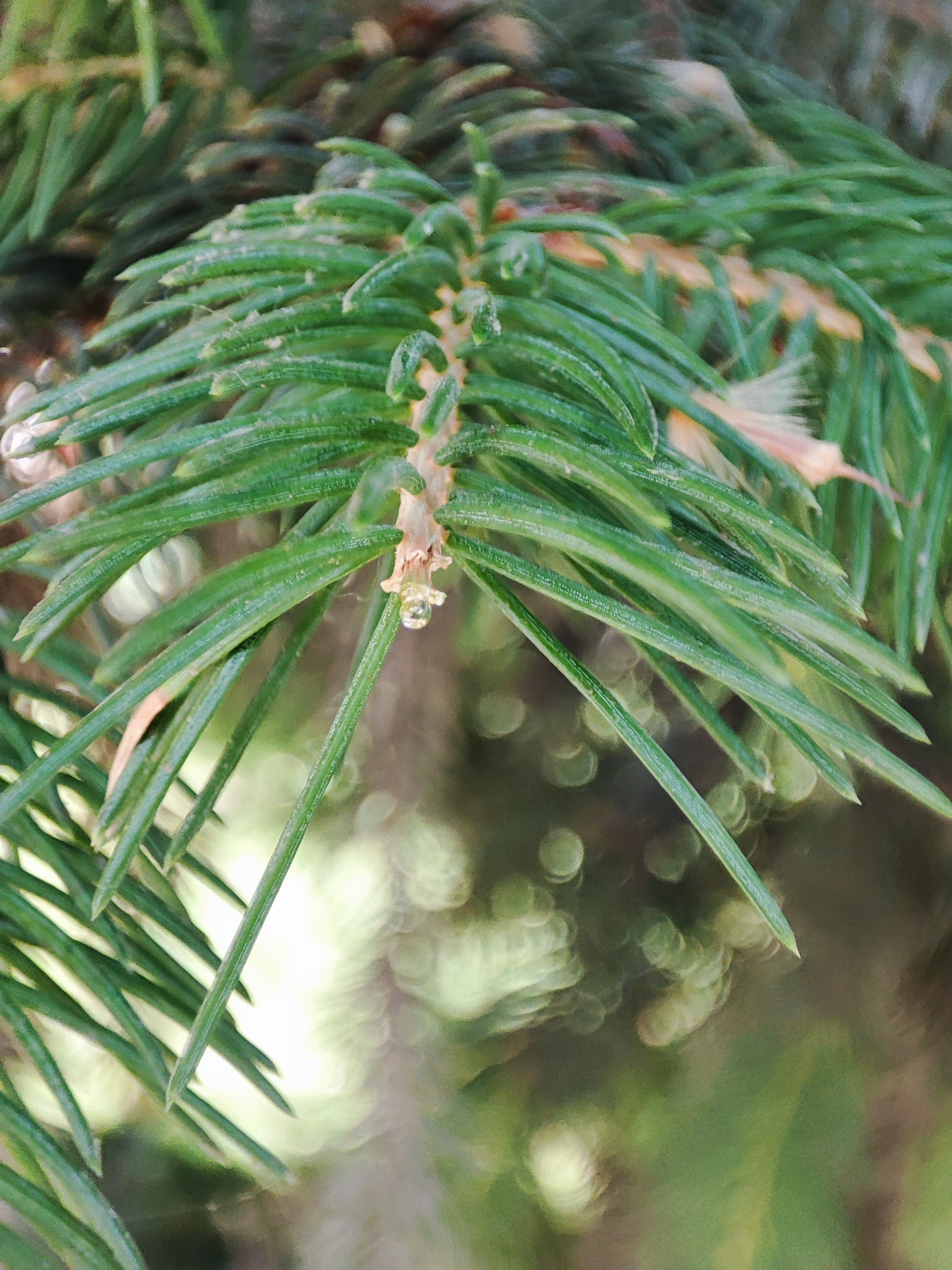
Picea crassifolia

Ель толстоиглая, Ель толстолистная (лат. Picea crassifolia) — вид хвойных деревьев из рода елей (Picea), эндемик Китая.
Вид характеризуется крайне толстыми и широкими иглами хвои, достигающими 3 мм в диаметре, что много больше, чем у других видов ели. 
Считается, что этот признак возник как результат адаптации растения к экстремальным условиям обитания, главным образом, к недостатку влаги, предположительно запас воды растение резервирует в хвое.  
Обитает в крайне труднодоступных районах Центрального Китая, в связи с чем вид очень слабо изучен и в культуре практически не встречается.

## Распространение
На территории Китая встречается в Ганьсу, Внутренней Монголии, Нинся, на северо-востоке Цинхай (хребет Циляньшань, вокруг озера Кукунор).
Произрастает в высокогорных хребтах Центрального Китая, в основном в горах Наньшань, на хребте, отделяющем Тибет от пустыни Гоби, селится на северных склонах, спускающихся в степь или пустыню, на высотах между 1600 и 3800 метров над уровнем моря. 
Несмотря на субтропические широты (35—40° с.ш.) в местах произрастания царит резко континентальный и сухой климат, большая часть осадков выпадает в виде снега. Образует в основном чистые леса, местами соседствует с Betula albosinensis и Populus tremula. Одинаково растёт на известняковых и не известковых почвах. 

## Ботаническое описание
Вечнозелёные деревья до 25 м высотой; диаметр ствола достигает 60 см. Кора молодых растений зеленовато-жёлтая, розоватая или коричневато-жёлтая, желтеющая на 2-м году или при высыхании, ветви обычно серовато-желтые, опушенные или голые. Зимние почки конические, обычно не смолистые, чешуйки обычно рефлекторные, явно закрученные на дорсальных сторонах у основания веточек. Иглы, расходящиеся в радиальном направлении или восходящие на верхней стороне ветвей, изогнутые в боковом направлении на нижней стороне, толстые, в поперечном сечении широкие четырехугольные, в сечении 1,2—3,5 см × 2—3 мм, с тупой вершиной, окраска от нефритовой до сизой. Семенные шишки цилиндрические, размером 7—11 × 2—3,5 см. Семенная чешуя в середине шишек обратнояйцевидная, слегка изогнутая, примерно 1,8 × 1,5 см, край ровный или слегка волнистый, вершина закругленная. Семена косо-яйцевидные, около 3,5 мм.

## Таксономия
Picea crassifolia Kom.  Bot. Mater. Gerb. Glavn. Bot. Sada R.S.F.S.R. 4: 177. 1923.
Является близкородственным видом для других азиатских елей: Picea abies, Picea asperata, Picea koraiensis, Picea koyamae, Picea meyeri, Picea obovata и Picea retroflexa.

## Значение и применение
Служит источником деловой древесины для местных предприятий, подобно Picea asperata. Крайне ограничено культивируется энтузиастами в качестве декоративного посадочного материала для ландшафтного дизайна и благоустройства территорий.